# 新阿爾梅尼亞
新阿爾梅尼亞（西班牙語：Nueva Armenia），是洪都拉斯的城鎮，位於該國中部，由弗朗西斯科-莫拉桑省負責管轄，始建於1856年1月2日，面積168.81平方公里，海拔高度662米，2001年人口2,365，人口密度每平方公里14.01人。
13°45′0″N 87°10′0″W / 13.75000°N 87.16667°W